# ホワイトホール・ストリート

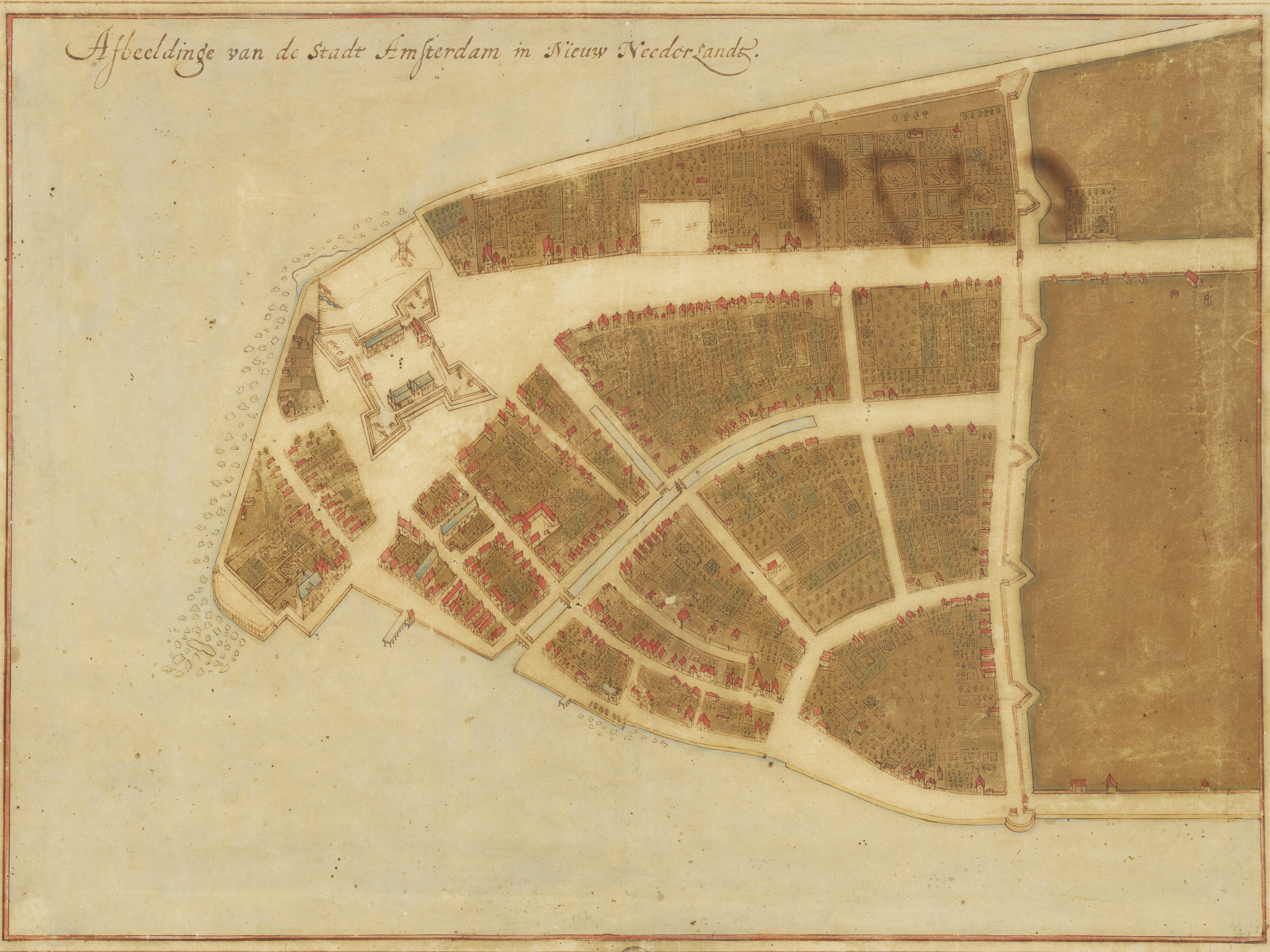
1660年のカステッロ地図上では、ホワイトホールは白い屋根と大きな庭園を持ったひときわ目立った建物である。

ホワイトホール・ストリート (Whitehall Street) は、ニューヨーク市マンハッタン区ロウアー・マンハッタンを走る通りである。全区間は、ブロードウェイの南端からFDRドライブの南端までの、およそ4ブロックである。ストイフェサントが17世紀に住んでいた家の跡地の沿岸の埋め立て地に建つスタテン・アイランド・フェリー・ターミナルがこの通りと隣接している。また、ニューヨーク市地下鉄のホワイトホール・ストリート - サウス・フェリー 駅（1 N R W系統）がこの通り上にあり、駅名はこの通りから取られている。この駅の入り口はこの通りの北端（ストーン・ストリート）と南端（スタテン・アイランド・サウス・フェリー・ターミナル）の両方に位置している。この通りはアレクサンダー・ハミルトン合衆国税関とも隣接している。
この通りの南端の近くは、ピーター・ストイフェサントによって建設されたニューアムステルダムの統治者の家の跡地である。イギリスがオランダからニューアムステルダムを奪取した際、彼らはこの通りおよび建物に、イングランド中央政府の所在地であるロンドンの"ホワイトホール" (Whitehall) の洗礼名を施した。カステッロ地図（1660年の図）には、白い屋根のホワイトホールがマンハッタン島の先端の突き出た土地に建っているのが見て取れる（イースト川へと出っ張っている海岸線に面する建物）。17世紀のニューアムステルダム／ニューヨークで唯一の娯楽庭園 (pleasure garden) であったパルテールがその建物の背後に広がっており、これは4つの正方形パターンとして地図上に描かれている。この家の背後のブロックの中央にある他の敷地はコモンズ（公共地）およびマーケット・ガーデンである。ホワイトホールは解体されて久しく、現在ではこの短い通りの名前として名残を残しているのみとなっている。
en:Topps社は1 ホワイトホール・ストリートにオフィスビルを構えている。メトロポリタン・トランスポーテーション・オーソリティはこのビルを新しい本社とするために改修し、現在では2 ブロードウェイの住所が与えられている。この他にもいくつかのオフィスビルとまばらにショップがこの通り沿いに並んでいる。
この通りはボウリング・グリーン付近からパール・ストリートまでの数ブロックは南行きの一方通行で、スタテン・アイランド・フェリー・ターミナル付近のFDRドライブからパール・ストリートまでは北行きの一方通行である。最南端のブロック（フェリー・ターミナルの隣）はFDRドライブからバッテリー・エリアへのアクセス道路となっている。
マンハッタン島の最南端にはホワイトホール・ターミナルと呼ばれる活発な旅客フェリーターミナルがある。このエリアの施設とサービスは時代とともに変化してきている。さらに、そのターミナルはかつては車も扱っていた。当初のホワイトホール・ターミナルはブルックリン、ガバナーズ島、スタテン・アイランド、およびウィーホーケン (en) への主に高架鉄道による便が発着していた。しかしながら、地下鉄が高架鉄道に取って代わり、車はブルックリン＝バッテリー・トンネルのような橋やトンネルでマンハッタン島外に移動できるようになった。そうして、新しい施設がスタテン・アイランド・フェリーのための建物として建設され、古いホワイトホール・ターミナル・ビル（バッテリー・マリタイム・ビル）は近年の改修まで廃れていた。この古いビルは現在は4月から10月までガバナーズ島へのフェリー乗り場として使われている。
長年の間、軍入隊センター (military induction center) が39 ホワイト・ストリートに位置していたが、1939年のen:Sam Melvilleによる爆破事件によって使用不能となった。1884年からベトナム戦争終戦までそこに存在した陸軍の建物で、300万人近くのアメリカ人が入隊した。

## ポピュラーカルチャーにおけるホワイトホール・ストリート
39 ホワイトホール・ストリートにあった軍入隊センター (military induction center) はen:Arlo Guthrieの"en:Alice's Restaurant"によって有名になった。